# Disclisioprocta polyacmaria
Disclisioprocta polyacmaria är en fjärilsart som beskrevs av Paul Mabille 1897. Disclisioprocta polyacmaria ingår i släktet Disclisioprocta och familjen mätare. Inga underarter finns listade i Catalogue of Life.